# Chagang
Le Chagang (/tsa.ɡaŋ/) est une province de la Corée du Nord, située au nord-ouest du pays, et longeant le Jilin en Chine sur sa frontière nord. De plus, elle avoisine le Hamgyŏng du Sud et le Ryanggang à l’est, le Pyongan du Sud au sud et le Pyongan du Nord à l’ouest. Le Jagang a été créé à partir de cette dernière province en 1949. Son chef-lieu est la ville de Kanggye.

## Géographie

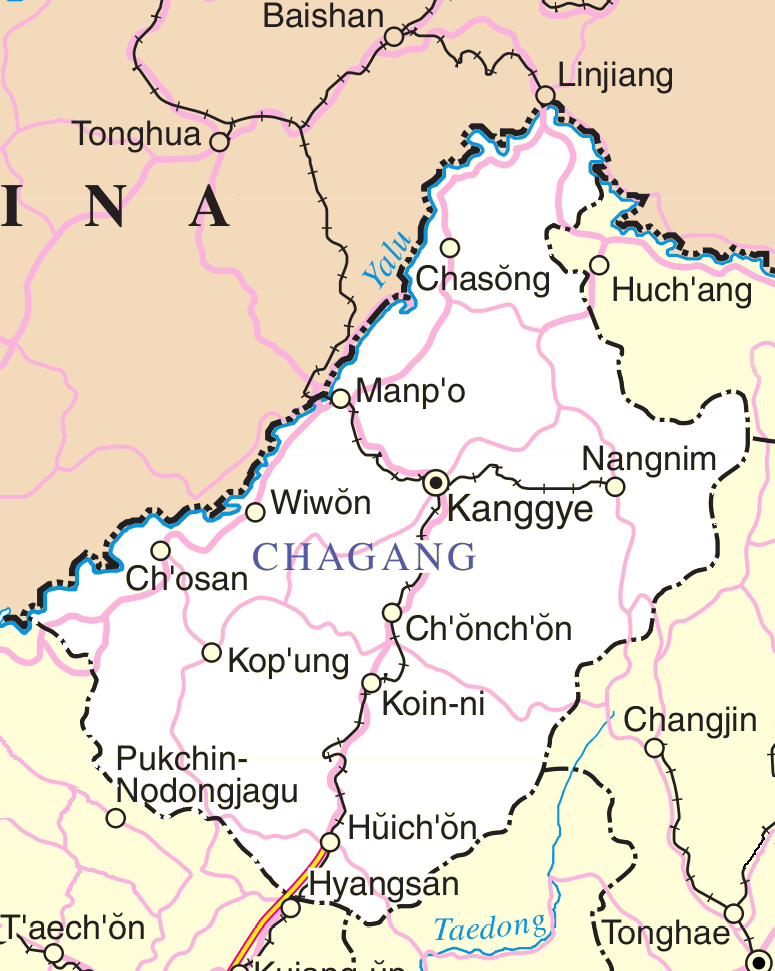
Carte détaillé de la province du Jagang (Corée du Nord).

Le Jagang est une province montagneuse située à une altitude moyenne de 750 m. Le Yalu coule le long de sa frontière nord. Le climat est continental avec des hivers longs et froids. En été, les orages sont fréquents. 
| Mois                     | jan.  | fév.  | mars | avril | mai  | juin  | jui.  | août  | sep. | oct. | nov. | déc. | année |
| ------------------------ | ----- | ----- | ---- | ----- | ---- | ----- | ----- | ----- | ---- | ---- | ---- | ---- | ----- |
| Température moyenne (°C) | −19,5 | −14,5 | −3,4 | 7     | 14   | 18,8  | 22,6  | 21,7  | 14,3 | 6,5  | −3,3 | −15  | 4,1   |
| Précipitations (mm)      | 10,4  | 10,5  | 23,1 | 43,3  | 77,6 | 114,5 | 193,5 | 184,7 | 77,1 | 41,7 | 29,5 | 18,4 | 824,3 |

Jusqu’à la guerre de Corée, le Jagang était une des provinces les plus isolées et les moins développées. Les fermiers pratiquaient seulement l’agriculture sur brûlis. La région ne possédait que deux mines primitives, une scierie et une distillerie. Cependant, elle est riche en minerai, en eau et en forêt. La guerre a favorisé son développement, en particulier celui de la ville de Huichon, car sa position isolée à l’écart des champs de bataille a fait d’elle un des lieux choisis pour la relocalisation des industries. Plusieurs centrales hydroélectriques ont été construites comme la centrale de la jeunesse de Kanggye, la centrale d’Unbong, la centrale du Jangjagang.  
Actuellement, la production industrielle est mille fois supérieure à celle d’avant-guerre. 
Au niveau des divisions administratives, le Jagang est constitué de trois villes (si) et de quinze arrondissements (gun). Les chiffres de population donnés sont ceux du recensement de 2008.

### Villes
- Kanggye (강계시), 251 971 habitants. 
 Capitale, arrondissement devenu une ville en décembre 1949. C’est une ville universitaire, industrielle (métallurgie, armement) et minière (cuivre, zinc, charbon). Elle possède une grosse fabrique de meubles. Cette ville renferme trois trésors nationaux : le bureau des magistrats ainsi que les pavillons de Inphung et de Mangmi.
- Hŭich'ŏn (희천시), 168 180 hab. 
 Classé comme ville depuis octobre 1967. Initialement un petit village qui a fortement profité des investissements gouvernementaux (production de machines-outils, de céramique, de soie et d’équipements électroniques). C’est le siège de la principale université de télécommunications (en) du pays.
- Manpho (만포시), 116 760 hab. 
  Devenue une ville en octobre 1967, elle est située au bord du Yalou à la frontière chinoise.

### Arrondissements
| - Jonchon (전천군), 106 311 hab. - Songgan (성간군), 92 952 hab. - Wiwon (위원군), 60 245 hab. - Janggang (장강군), 54 601 hab. - Jasong (자성군), 50 939 hab. | - Tongsin (동신군), 47 460 hab. - Chosan (초산군), 43 614 hab. - Usi (우시군), 42 919 hab. - Hwaphyong (화평군), 42 183 hab. - Sijung (시중군), 41 842 hab. | - Junggang (중강군), 41 022 hab. - Songwon (송원군), 38 051 hab. - Rangrim (랑림군), 36 481 hab. - Ryongrim (룡림군), 32 727 hab. - Kophung (고풍군), 31 572 hab. |

## Personnages célèbres
- Pak Gil Yon : né en 1943, ambassadeur auprès des Nations unies depuis 2001.
- Pak Hyon Suk : championne olympique 2008 en haltérophilie[3].
- Yeon Hyung Mook, ancien secrétaire en chef du comité du Parti du travail de Corée (PTC) pour la province du Jagang.
- Pak To Chun (박도춘) (1944-), secrétaire en chef du comité du Parti du travail de Corée (PTC) pour la province du Jagang, réélu dans la 464e circonscription à la suite des élections législatives nord-coréennes de 2009.
- Choe Ki ryong  (최기룡).
- Ro Hae Soon.